# Lles de Cerdanya (kommun)
Lles de Cerdanya är en kommun i Spanien.   Den ligger i provinsen Província de Lleida och regionen Katalonien, i den nordöstra delen av landet, 500 km öster om huvudstaden Madrid. Antalet invånare är 269. Arean är 103 kvadratkilometer. Lles de Cerdanya gränsar till Meranges, Bellver de Cerdanya, Prullans, Montellà i Martinet, El Pont de Bar, Les Valls de Valira, Escaldes-Engordany, Encamp och Porta. 
Terrängen i Lles de Cerdanya är kuperad norrut, men söderut är den bergig.
Lles de Cerdanya delas in i:
- Arànser